# Calliandra bella
Calliandra bella là một loài thực vật có hoa trong họ Đậu. Loài này được (Spreng.) Benth. miêu tả khoa học đầu tiên.